# Cottus aturi
Chabot du Béarn, Chabot de l'Adour
Espèce
Statut de conservation UICN

 LC : Préoccupation mineure
Cottus aturi, le Chabot du Béarn ou Chabot de l'Adour, est une espèce de poissons actinoptérygiens de la famille des Cottidae.

## Description
Ce chabot peut mesurer 10 cm, queue non comprise (= longueur standard SL).

## Répartition
Ce poisson d'eau douce est endémique de l'Europe du Sud-Ouest. Il est présent dans les bassins de l'Adour et de la Nivelle, entre l'extrême Nord de l'Espagne et l'extrême Sud-Ouest de la France.

## Le Chabot du Béarn et l'Homme
Le Chabot du Béarn est considéré comme une « espèce de préoccupation mineure » (LC) par la liste rouge de l'UICN.
Il est considéré comme une « espèce quasi menacée » (NT) par la liste rouge du Comité français de l'UICN dans sa version de 2019, où il était une « espèce à données insuffisantes » (DD) dans la version de 2009.

## Taxonomie

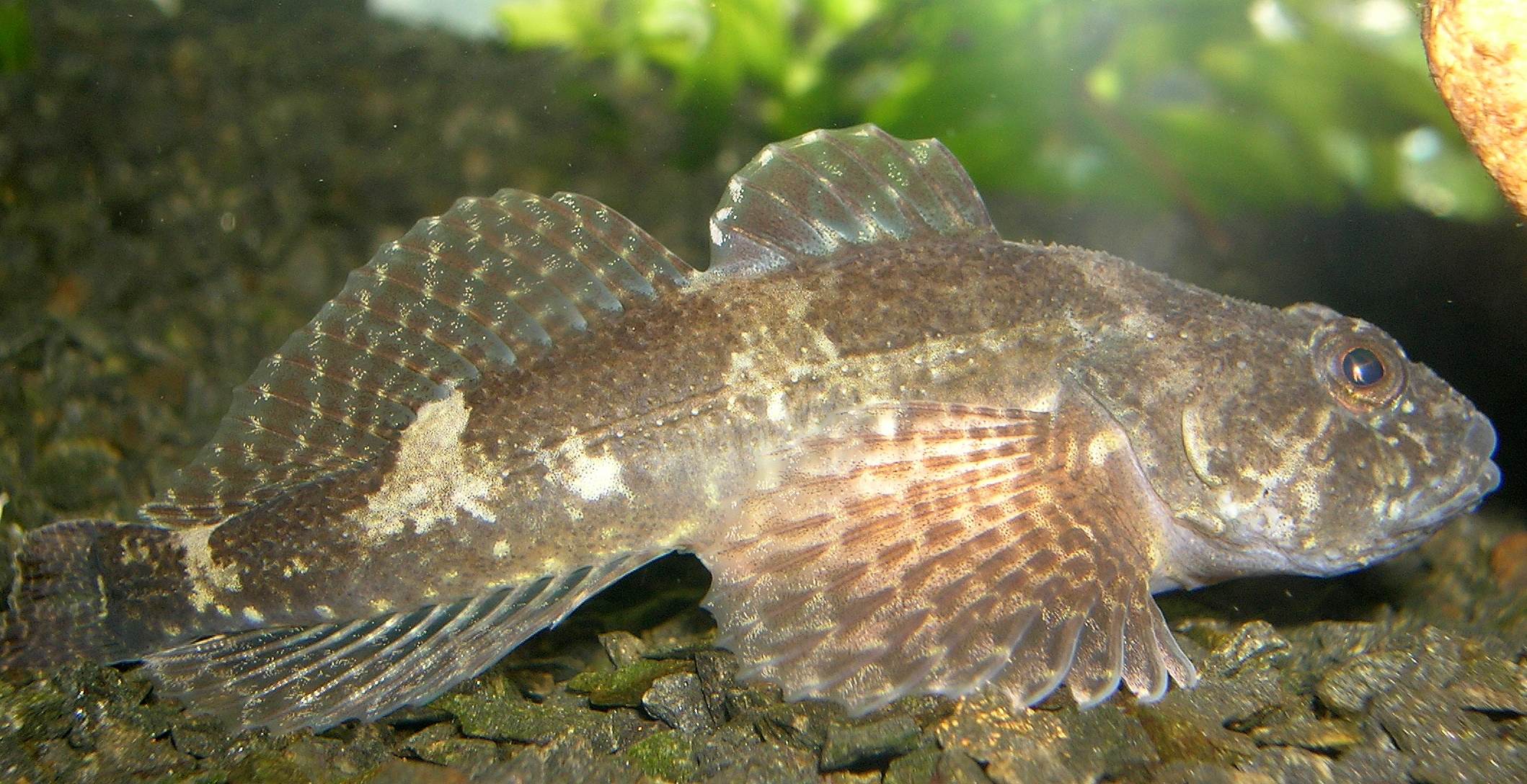
Cottus gobio, une espèce apparentée à Cottus aturi.

L'espèce a été décrite en 2005 par les naturalistes Jörg Freyhof, Maurice Kottelat et Arne Nolte (d), en même temps que le Chabot d'Auvergne (Cottus duranii), C. metae (en), le Chabot fluviatile (C. perifretum), le Chabot de Rhénanie (C. rhenanus), le Chabot de l'Hérault (C. rondeleti), C. scaturigo (en) et C. transsilvaniae (en).
Elle a été distinguée du Chabot commun (C. gobio), qui a une aire de répartition plus étendue en Europe.
Les noms vernaculaires attestés en français sont « Chabot du Béarn », « Chabot de l'Adour », « bavard » et « têtard »,.

### Étymologie
L'épithète spécifique aturi est dérivée du nom latin de l'Adour (Aturus), fleuve (en) constituant une grande partie de l'aire de répartition de cette espèce,.

### Publication originale
- (en) Jörg Freyhof, Maurice Kottelat et Arne Nolte, « Taxonomic diversity of European Cottus with description of eight new species (Teleostei: Cottidae) », Ichthyological Exploration of Freshwaters, Munich, Verlag Dr. Friedrich Pfeil (de), vol. 16, no 2,‎ juin 2005, p. 107-172 (ISSN 0936-9902, lire en ligne [PDF], consulté le 15 juin 2024) (protologue).